# Черниговское (Кабардино-Балкария)
Черни́говское — село в Прохладненском районе Кабардино-Балкарской Республики. Административный центр муниципального образования «Сельское поселение Черниговское».

## География
Селение расположено в западной части Прохладненского района, на правом берегу реки Шакой. Находится в 12 км к западу от районного центра Прохладный и в 65 км к северо-востоку от города Нальчик (по дороге).
Граничит с землями населённых пунктов: Саратовский на юго-западе, Советское на западе, Карагач на северо-западе, Солдатская на севере, Лесное и Янтарное на востоке и Алтуд на юге.
Населённый пункт расположен на наклонной Кабардинской равнине, в равнинной зоне республики. Средние высоты на территории села составляют 245 метров над уровнем моря. Рельеф местности представляет собой в основном волнистые равнины, с незначительным уклоном с юго-запада на северо-восток и без резких колебаний относительных высот. К западу от села расположен лесной массив Гой.
Гидрографическая сеть представлена в основном рекой Малка и его правым притоком Шакой, в междуречье которых село и расположено. А также речками Гнилуха, Янтарка и Чёрная. К западу от села расположено одноимённое озеро Черниговское (4 га). На севере тянется несколько запруднённых озёр.
Климат влажный умеренный, с тёплым летом и прохладной зимой. Среднегодовая температура воздуха положительная и составляет около +11,0°С. Средняя температура воздуха в июле достигает +24,0°С. Средняя температура января составляет около -2,0°С. Среднегодовое количество осадков составляет около 700 мм. Абсолютная среднегодовая влажность воздуха составляет 9,7—10,0 мм.

## История
Село основано в конце 1893 года переселенцами из Черниговской губернии Российской империи, на участке земле выкупленной в аренду у кабардинских князей Иналовых. В память о своей родины, новый населённый пункт переселенцами был назван Черниговским. 
С 1922 года центр одноимённого сельского поселения. 

## Население
| 2002 | 2010 | 2021 |
| ---- | ---- | ---- |
| 585  | ↘575 | ↗598 |

За межпереписной период (с 2010 по 2021 год) население села увеличилось на 23 чел. (+ 4,00 %).
Национальный состав
По данным Всероссийской переписи населения 2021 года:
| Народ                | Численность, чел. | Доля от всего населения, % |
| -------------------- | ----------------- | -------------------------- |
| русские              | 419               | 70,07 %                    |
| цыгане               | 66                | 11,04 %                    |
| турки                | 47                | 7,86 %                     |
| кабардинцы (черкесы) | 29                | 4,85 %                     |
| * кабардинцы         | 28                | 4,68 %                     |
| * черкесы            | 1                 | 0,17 %                     |
| балкарцы             | 9                 | 1,51 %                     |
| грузины              | 6                 | 1,00 %                     |
| другие               | 22                | 3,68 %                     |
| нет / не указано     | 0                 | 0                          |
| всего                | 598               | 100 %                      |

Половозрастной состав
По данным Всероссийской переписи населения 2010 года:
| Возраст     | Мужчины, чел. | Женщины, чел. | Общая численность, чел. | Доля от всего населения, % |
| ----------- | ------------- | ------------- | ----------------------- | -------------------------- |
| 0 — 14 лет  | 63            | 51            | 114                     | 19,83 %                    |
| 15 — 59 лет | 164           | 195           | 359                     | 62,43 %                    |
| от 60 лет   | 35            | 67            | 102                     | 17,74 %                    |
| Всего       | 262           | 313           | 575                     | 100 %                      |

Мужчины — 262 чел. (45,57 %). Женщины — 313 чел. (54,43 %).
Средний возраст населения — 35,9 лет. Медианный возраст населения — 36,0 лет.
Средний возраст мужчин — 34,3 лет. Медианный возраст мужчин — 33,7 лет.
Средний возраст женщин — 37,2 лет. Медианный возраст женщин — 37,7 лет.

## Образование
- МДОУ Начальная школа Детский сад — ул. Степная, 11.

Дети школьного возраста учатся в средней школе села Янтарное.

## Здравоохранение
- Фельдшерско-акушерский пункт — ул. Степная, 1.

## Культура
- МКУК Культурно-досуговый центр сельского поселения Черниговское — ул. Кравченко, 1.

## Улицы
На территории села зарегистрировано всего 2 улицы:

| Кравченко |

| Степная |